# المهادمة (الطيال)

تعديل مصدري - تعديل

المهادمة هي إحدى قرى عزلة بني جبر بمديرية الطيال التابعة لمحافظة صنعاء، بلغ تعداد سكانها 531 نسمة حسب تعداد اليمن لعام 2004.